# Koutsoukosia
Koutsoukosia es un género de foraminífero planctónico de la de la familia Globuligerinidae, de la superfamilia Rotaliporoidea, del suborden Globigerinina y del orden Globigerinida. Su especie tipo es Guembelitria sergipensis. Su rango cronoestratigráfico abarca desde el Aptiense superior hasta la parte inferior del Albiense superior (Cretácico inferior).

## Descripción
Koutsoukosia incluía foraminíferos planctónicos con conchas inicialmente trocoespiraladas y finalmente triseriadas; sus cámaras eran globulares, creciendo en tamaño de forma moderada; el ombligo es medianamente amplio y profundo; su contorno era lobulado y su periferia redondeada; las suturas intercamerales son radiales e incididas; su abertura era umbilical a umbilica-extraumbilical, con forma de arco alto y amplio y bordeada por un estrecho labio; presentaban pared calcítica hialina, microperforada, y pustulada, con pústulas redondeadas tipo-papila.

## Discusión
Clasificaciones posteriores incluyen Koutsoukosia en la Superfamilia Favuselloidea. La especie tipo de Koutsoukosia fue originalmente descrita como un triseriado con poros en túmulo y, por tanto, considerada el representante más antiguo del género Guembelitria. Sin embargo, el autor de Koutsoukosia consideró que las papilas aparentemente perforadas como poros en túmulo eran probablemente resultado de la diagénesis y que, en realidad, tenía una superficie pustulada similar a la de otros globuligerínidos.

## Paleoecología
Koutsoukosia, como Guembelitria, incluía especies con un modo de vida planctónico, de distribución latitudinal cosmopolita, y habitantes pelágicos de aguas superficiales (medio epipelágico, y preferentemente nerítico medio y externo).

## Clasificación
Koutsoukosia incluye a la siguiente especie:
- Koutsoukosia sergipensis †